# Studenec (okres Třebíč)
Studenec (německy Studenetz, Studnitz, starší názvy Studenecz, Studenetz, Studeneitz, nářečně do Studenca, ve Studencu) je obec ležící východně od města Třebíče. Nadmořská výška obce je 446 metrů nad mořem. Žije zde 625 obyvatel. Obec patří do správního obvodu obce s rozšířenou působností Náměšť nad Oslavou. Studenec sousedí svými katastrálními hranicemi s obcemi Pyšel, Pozďatín, Smrk, Koněšín, Kozlany, Třesov, Okarec a Častotice. 
K obci náleží i tři kilometry vzdálené důležité nádraží na železniční trati Brno–Jihlava, odkud odbočuje trať do Velkého Meziříčí a Křižanova. K nádraží přiléhá několik obytných domů s hospodou, zemědělské a průmyslové objekty a benzínová stanice. Nedaleko se nachází také pobočka Ústavu biologie obratlovců AV ČR a osada zvaná Zelená Hospoda přiléhající k silnici I/23, kde je evidováno 7 adres. V osadě se od hlavní silnice odpojuje jižním směrem komunikace do obce a severně vedlejší silnice ke zmiňovanému vlakovému nádraží. Celá lokalita je administrativně evidována jako ZSJ Studenec-u nádraží. 
Obec Studenec v roce 2007 obdržela ocenění v soutěži Vesnice Vysočiny, konkrétně získala ocenění zlatá stuha, tj. vítěz, který postoupil do celostátního kola a obec se stala Vesnicí Vysočiny.
Sousedními obcemi sídla jsou Smrk, Třesov, Koněšín, Pyšel, Pozďatín, Okarec, Kozlany a Zahrádka.

## Historie
První zmínka o obci se nachází v zakládací listině třebíčského kláštera a pochází z roku 1104. V roce 1366 získali dvůr ve Studenci Ješek ze Svojanova, v roce 1459 patřil Studenec Bohuši z Lomnice a ze Semtic, ale byla obviněna Markvartem z Lomnice že by mu měla vesnici předat. Následně spory pokračovaly mezi Markvartem a Jaroslavem z Lomnice, v roce 1466 byl nalezen list, který svědčil o tom, že majitelem by měl být Markvart z Lomnice. Poté, co získali Šternberkové třebíčský klášter, tak obsadili Studenec Zdeněk ze Šternberka a posléze i Jaroslav ze Šternberka. Pánové z Lomnice pak obvinili Šternberky, že jim neprávem drží vesnici. Vilém z Pernštejna pak získal v roce 1481 třebíčské panství a vyplatil vesnice v panství, mezi nimi i Studenec, také u Studence pak založil rybník. Roku 1468 nedaleko studence tábořily vojska Jiřího z Poděbrad, kteří se posléze vydali na obranu Třebíče a vysvobození Viktorína z Poděbrad při bitvě o Třebíč.
V roce 1556 Ferdinand I. dal dědičně Vratislavovi z Pernštejna a ten obratem prodal vesnice u náměšťského panství Oldřichovi z Lomnice a na Náměšti. V roce 1567 pak obec patřila pod majetky Žerotínů. Po bitvě na Bílé hoře byly majetky Žerotínů konfiskovány a Studenec získali páni z Verdenberka, jim patřila obec až do roku 1733, pak náměšťská větev rodu vymřela a náměšťské panství i s obcí patřilo pánům z Enkenvoirtu, ti prodali panství v roce 1752 hraběti Bedřichu Vilémovi Haugwitzovi. Haugwitzové byli majiteli náměšťského panství a s tím i vesnice až do roku 1945.
V roce 1821 proběhla ve vsi robotní vzpoura, kdy byl do vsi povolán komisař s vojskem, který měl potlačit robotní vzpouru. Někteří robotníci posléze byli potrestáni ranami a vojska zůstala ve vsi i nadále. Roku 1842 shořela téměř celá vesnice.
Od roku 1808 se vyučovalo v domě čp. 19, roku 1832 byla postavena školní budova (nynější kaple svatého Václava). V roce 1881 byla škola rozšířena na trojtřídní a byly také rozšířeny byty, v roce 1886 pak byla škola opět dvoutřídní. Nová školní budova byla postavena mezi lety 1930 a 1932, byla trojtřídní s učitelským a ředitelským bytem. V roce 1945 se učilo v dvojtřídce a ve školní budově začala působit i mateřská škola. Škola byla v letech 1974 a 1982 rekonstruována, v roce 1999 byla škola rozšířena na čtyřtřídní školu a mateřská škola byla oddělena.
Do roku 1849 patřil Studenec do náměšťského panství, od roku 1850 patřil do okresu Moravský Krumlov, pak od roku 1868 do okresu Třebíč. Součástí obce byla do roku 1919 obec Okarec.
Před první světovou válkou byla postavena silnice ke studeneckému nádraží. V roce 1920 byl ve vsi odhalen památník obětem první světové války, celkem padlo 22 občanů obce, v druhé světové válce padlo 5 občanů a jejich jména byla na pomník doplněna. Po první světové válce pak byly postaveny i silnice do Okarce a Třesova. V roce 1934 pak byl vybudován rybník Studený, v roce 1950 pak bylo vybudována koupaliště. V roce 1969 byla vesnice kanalizována a roku 1993 plynofikována.
V obci byl založen v roce 1906 hasičský spolek, v roce 1911 Národní jednota, v roce 1921 Sokol a v roce 1923 Domovina. V roce 1989 ve vsi byla založena společnost a odchovna slepic s názvem Dominant CZ.
V letech 2017 až 2019 proběhla rekonstrukce osmdesát let staré budovy školy. Byl rekonstruován interiér i exteriér budovy. V roce 2020 byl rekonstruován rybník Studený. V roce 2021 byla také rekonstruována náves, bylo nově vybudováno stanoviště autobusů a provedena výsadba stromů.
Do roku 2014 zastával funkci starosty Josef Zahradníček, od roku 2014 vykonává funkci starosty Jiří Tomešek.
| Rok            | 1869 | 1880 | 1890 | 1900 | 1910 | 1921 | 1930 | 1950 | 1961 | 1970 | 1980 | 1991 | 2001 | 2008 | 2017 |
| Počet obyvatel | 444  | 486  | 560  | 613  | 583  | 535  | 660  | 600  | 643  | 651  | 582  | 570  | 556  | 547  | 574  |

## Politika

### Volby do Poslanecké sněmovny
|       | 2006                | 2010                | 2013                | 2017                | 2021                |
| ----- | ------------------- | ------------------- | ------------------- | ------------------- | ------------------- |
| 1.    | ČSSD (25,66 %)      | KSČM (22,75 %)      | KSČM (26,16 %)      | ANO (25,0 %)        | SPOLU (23,12 %)     |
| 2.    | KSČM (25,0 %)       | ČSSD (20,34 %)      | ČSSD (19,71 %)      | KSČM (22,14 %)      | ANO (22,25 %)       |
| 3.    | ODS (20,66 %)       | VV (14,13 %)        | KDU-ČSL (16,84 %)   | SPD (12,5 %)        | KSČM (14,45 %)      |
| účast | 67,11 % (300 z 447) | 64,59 % (290 z 449) | 59,96 % (280 z 467) | 61,09 % (280 z 460) | 74,41 % (346 z 465) |

### Volby do krajského zastupitelstva
|      | 1.             | 2.                       | 3.                    | účast               |
| ---- | -------------- | ------------------------ | --------------------- | ------------------- |
| 2000 | SV (36,7 %)    | 4KOALICE (26,58 %)       | KSČM (15,82 %)        | 39,37 % (163 z 414) |
| 2004 | KSČM (41,25 %) | KDU-ČSL (22,5 %)         | ODS (17,5 %)          | 37,38 % (163 z 436) |
| 2008 | ČSSD (34,49 %) | KSČM (31,87 %)           | KDU-ČSL (10,48 %)     | 51,69 % (230 z 445) |
| 2012 | KSČM (36,5 %)  | ČSSD (24,5 %)            | KDU-ČSL (9 %)         | 49,79 % (236 z 474) |
| 2016 | KSČM (35,35 %) | ČSSD (16,02 %)           | ANO 2011 (14,36 %)    | 40,13 % (187 z 466) |
| 2020 | ANO (16,95 %)  | KSČM (16,95 %)           | Piráti (15,2 %)       | 39,07 % (177 z 453) |
| 2024 | ANO (33,68 %)  | ČSNS+KSČM+ČSSD (16,84 %) | STAN+SNK ED (13,15 %) | 40,51 % (190 z 469) |

### Prezidentské volby
V prvním kole prezidentských voleb v roce 2013 první místo obsadil Miloš Zeman (79 hlasů), druhé místo obsadil Jan Fischer (58 hlasů) a třetí místo obsadil Jiří Dienstbier (45 hlasů). Volební účast byla 60,13 %, tj. 285 ze 474 oprávněných voličů. V druhém kole prezidentských voleb v roce 2013 první místo obsadil Miloš Zeman (245 hlasů) a druhé místo obsadil Karel Schwarzenberg (86 hlasů). Volební účast byla 70,46 %, tj. 334 ze 474 oprávněných voličů.
V prvním kole prezidentských voleb v roce 2018 první místo obsadil Miloš Zeman (142 hlasů), druhé místo obsadil Jiří Drahoš (80 hlasů) a třetí místo obsadil Marek Hilšer (35 hlasů). Volební účast byla 68,40 %, tj. 316 ze 462 oprávněných voličů. V druhém kole prezidentských voleb v roce 2018 první místo obsadil Miloš Zeman (192 hlasů) a druhé místo obsadil Jiří Drahoš (136 hlasů). Volební účast byla 70,97 %, tj. 330 ze 465 oprávněných voličů.
V prvním kole prezidentských voleb v roce 2023 první místo obsadil Andrej Babiš (120 hlasů), druhé místo obsadil Petr Pavel (79 hlasů) a třetí místo obsadila Danuše Nerudová (70 hlasů). Volební účast byla 74,40 %, tj. 340 ze 457 oprávněných voličů. V druhém kole prezidentských voleb v roce 2023 první místo obsadil Petr Pavel (179 hlasů) a druhé místo obsadil Andrej Babiš (158 hlasů). Volební účast byla 73,96 %, tj. 338 ze 457 oprávněných voličů.

## Zajímavosti a pamětihodnosti
- pomník osvoboditelům z roku 1920, na němž jsou reliéfy T. G. Masaryka, Edvarda Beneše a J. V. Stalina[30][31]
- detašované pracoviště Oddělení biologie obratlovců Akademie věd České republiky
- kaple sv. Václava – v roce 1832 byla postavena jako škola, již tehdy i se zvonicí, do roku 1933 sloužila jako škola a v témže roce získal budovu Farní úřad v Koněšíně a v roce 1936 byla budova přestavěna na Orlovnu. Mezi lety 1954 a 1986 budova fungovala jako prodejna smíšeného zboží a až v roce 1989 budovu opět získala farnost a stal se z ní tzv. katolický dům. Na počátku 90. let 20. století byly vybourány výlohy obchodu a usazena okna a byla upravena fasáda a v roce 2005 byla budova přestavěna a získala tak současnou podobu. Kaple svatého Václava byla 2. října 2005 vysvěcena[32][31]
- kaplička, byla postavena mezi lety 1914–1918, opravena byla v letech 1987 a 2009[31]

## Galerie

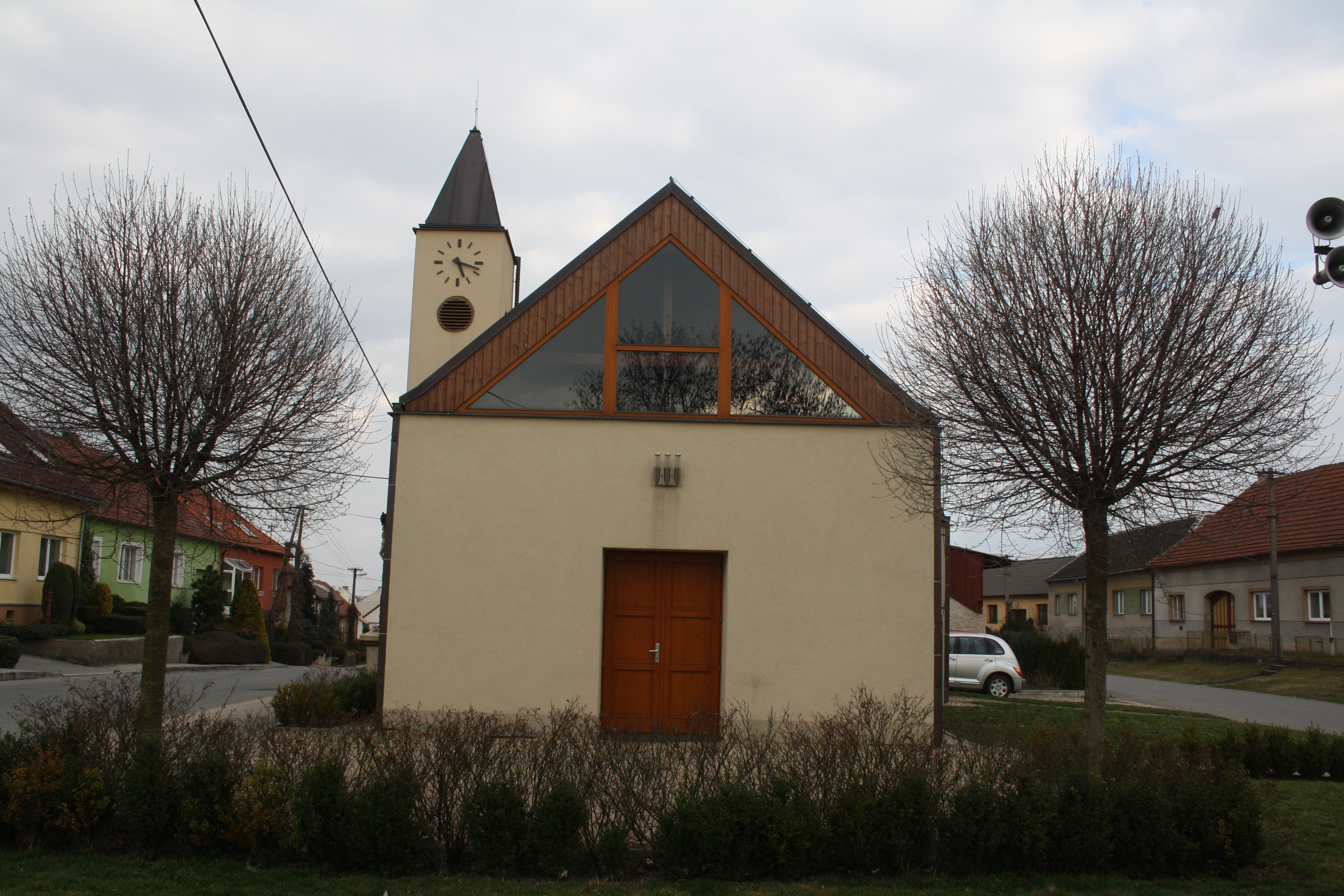
Kaple sv. Václava
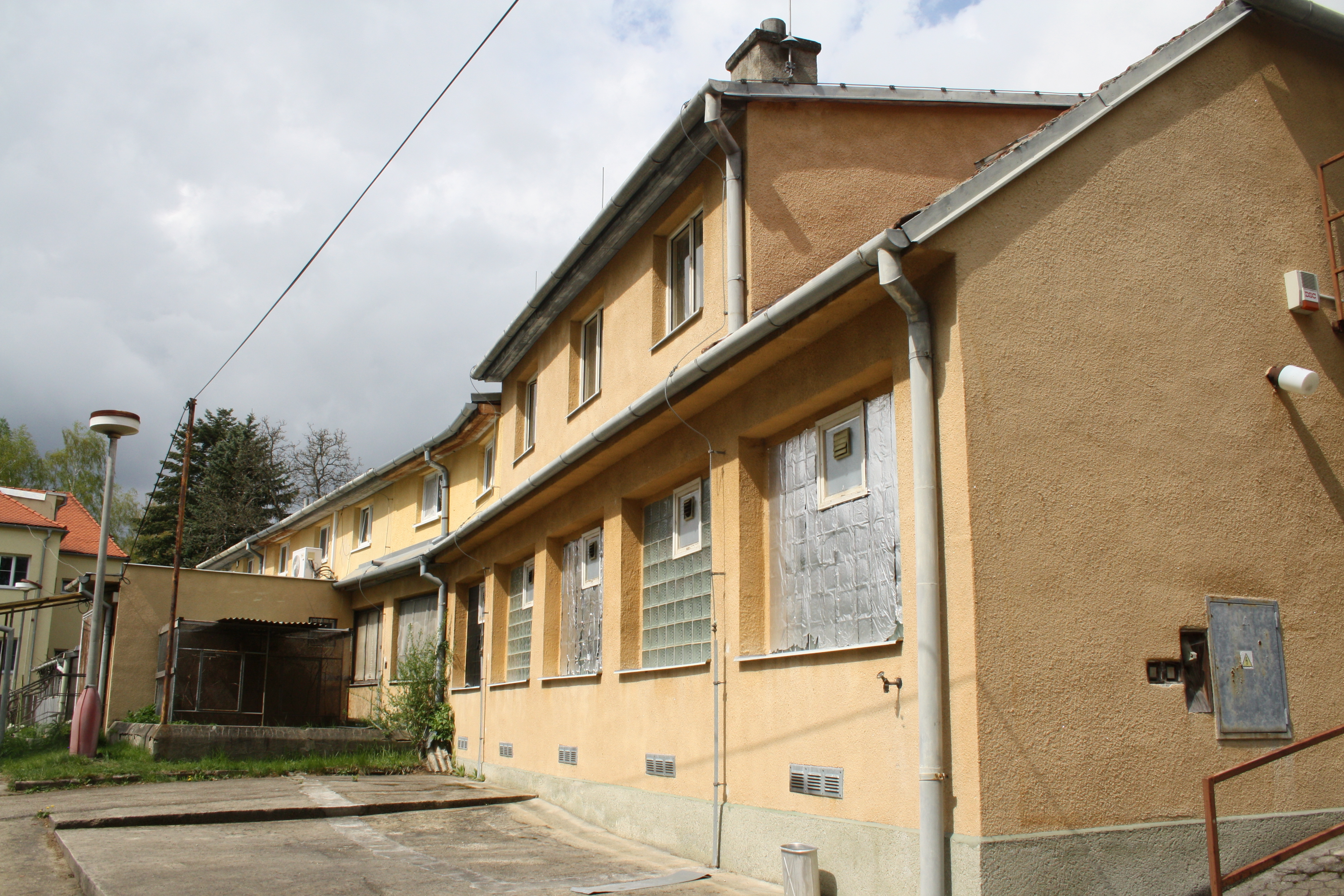
Oddělení populační biologie Ústavu biologie obratlovců Akademie věd ČR
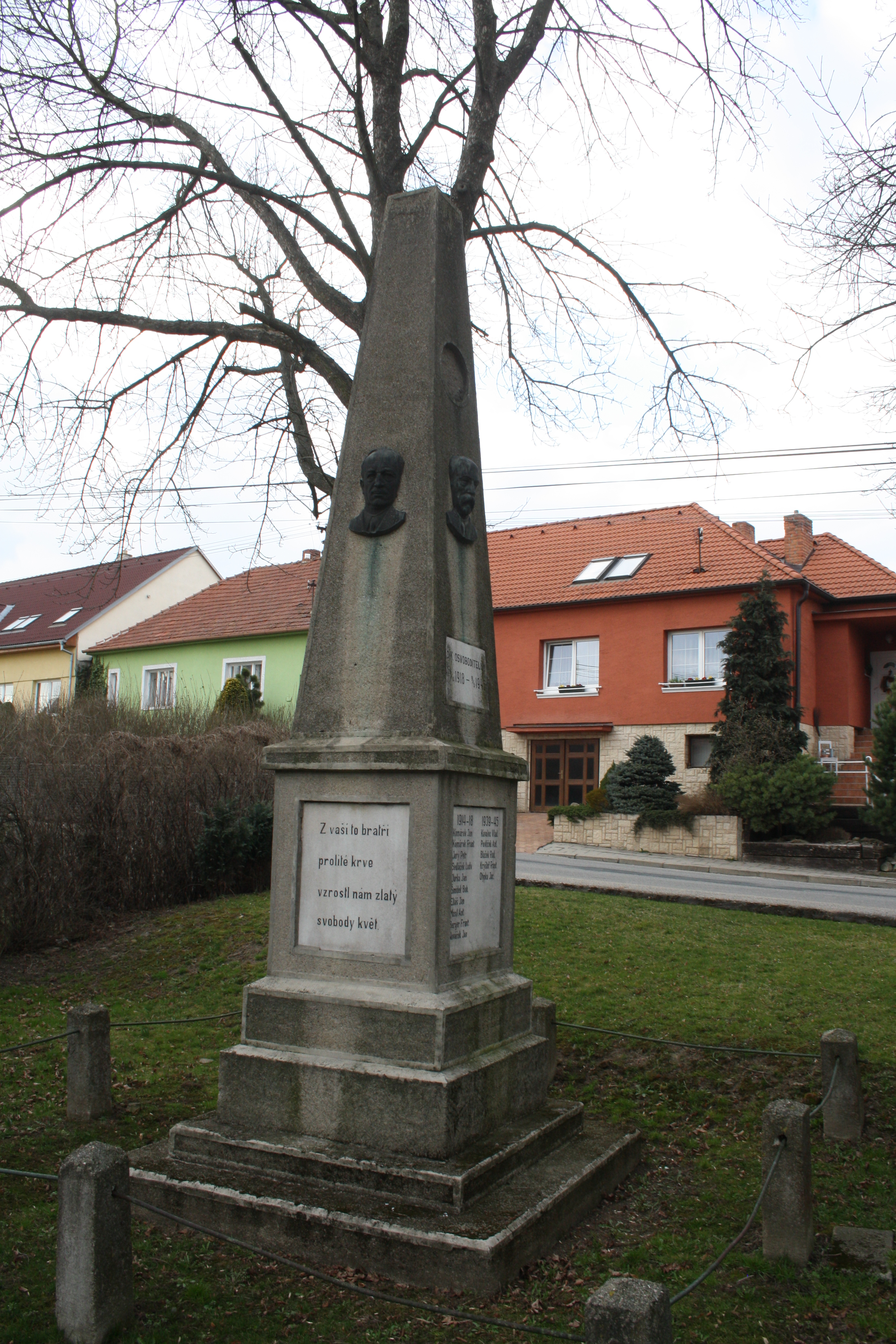
Pomník obětem světových válek
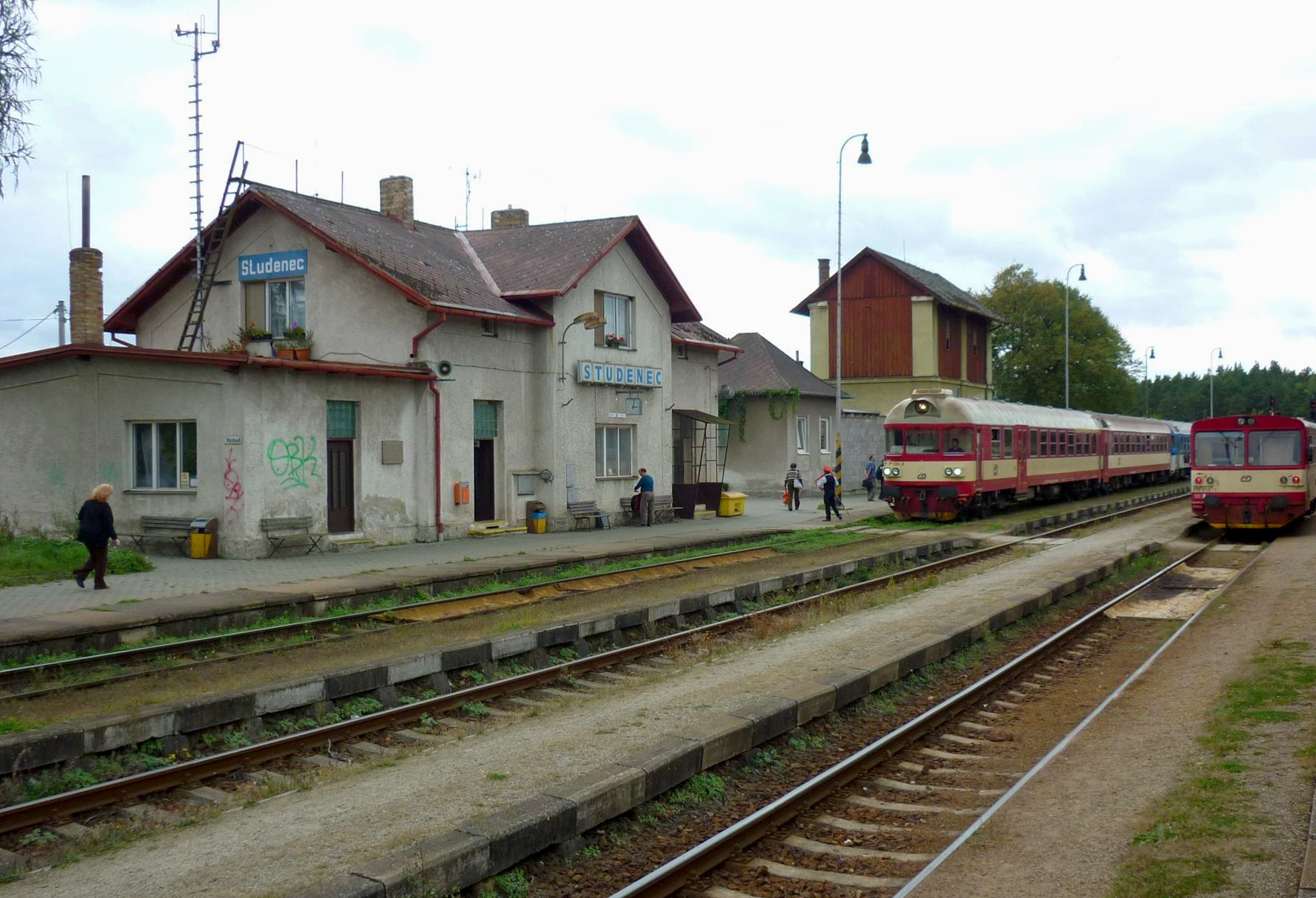
Nádraží ve Studenci

## Kultura a sport
- Technické muzeum Studenec[33]
- sokolovna (+ přilehlý venkovní areál s tanečním parketem, taneční zábavy)
- 2 travnatá fotbalová hřiště + minihřiště s umělým povrchem + tenisový kurt
- fotbalové oddíly: muži „A“ (I.B třída), ženy, starší páni (Wiagra Studenec)

## Osobnosti
- Jan Jurka (1933–2004), spisovatel
- František Komárek (1891–?), legionář
- František Matějek (1910–1997), archivář a historik
- Vladislav Nevoral (* 1935), spisovatel
- Josef Zahradníček (* 1957), politik KSČM